# Aeroportul Lompoc
Aeroportul Lompoc (IATA: LPC, ICAO: KLPC, FAA LID: LPC) este un aeroport din Comitatul Santa Barbara, California, Statele Unite ale Americii ce deservește zona Lompoc⁠(d).
Situat la o altitudine de 27 m, aeroportul dispune de 1 pistă.

## Infrastructură

### Piste
Aeroportul dispune de o singură pistă. Pista 07/25 are suprafața de asfalt și dimensiunile 4.600 picioare × 100 picioare. 